# VideoLAN Server
Der VideoLAN Server (VLS) ist ein dedizierter Streaming-Server aus dem VideoLAN-Projekt. Er ist lauffähig unter den Betriebssystemen GNU/Linux, Microsoft Windows sowie Mac OS X und wird als freie Software lizenziert.
Der VideoLAN Server kann folgende Datentypen jeweils im Unicast- oder Multicast-Modus streamen:
- MPEG-1
- MPEG-2
- MPEG-4
- DVDs
- digitale Satellitenkanäle
- digitale DVB-Fernsehsender
- Live-Videos

Ein großer Teil der Funktionalität wurde mittlerweile in den VLC Media Player (ehem. VideoLAN Client) integriert. Dies hat zur Folge, dass die Entwicklung des VideoLAN Servers seit Mitte 2003 beinahe zum Erliegen gekommen ist.